# STS-135
STS-135 – ostatnia misja promu kosmicznego Atlantis, a także całego programu STS. Misja trwała od 8 do 21 lipca 2011 roku. Był to trzydziesty trzeci lot kosmiczny promu Atlantis.
Był to pierwszy i jedyny lot z czteroosobową załogą do Międzynarodowej Stacji Kosmicznej. Ostatnia misja promu z czterema członkami załogi miała miejsce w 1983 roku (STS-6). W zestawie startowym misji został użyty ostatni wyprodukowany zbiornik ET-138.

## Załoga
NASA ogłosiła skład załogi STS-335/135 14 września 2010 roku. Załoga misji liczyła jedynie cztery osoby, gdyż w przypadku awarii promu nie byłoby już możliwości sprowadzenia jej za pomocą innego wahadłowca udającego się z misją ratunkową (ang. Launch on Need – LON). Ograniczenie załogi do niezbędnego minimum pozwalało na wykorzystanie do tego celu dwóch statków Sojuz. Ewentualna sytuacja awaryjna wiązałaby się więc z przedłużeniem obecności na ISS członków obecnej tam ekspedycji, którzy w normalnej sytuacji powróciliby na Ziemię rosyjskimi pojazdami Sojuz.
- Christopher Ferguson[5] (3)* – dowódca
- Douglas Hurley[5] (2) – pilot
- Sandra Magnus[5] (3) – specjalista misji
- Rex Walheim[5] (3) – specjalista misji

*Liczba w nawiasach oznacza liczbę odbytych lotów kosmicznych, wliczając tę misję

## Cele misji
STS-135 była misją typowo logistyczną, której głównym celem było zaopatrzenie Międzynarodowej Stacji Kosmicznej w zapas potrzebnych do jej funkcjonowania części zamiennych oraz innych niezbędnych zasobów (co jest o tyle ważne, że do ISS w najbliższym czasie nie zadokuje statek o zbliżonej ładowności). W ładowni promu znalazł się moduł MPLM Raffaello (załadowany do maksimum swojej pojemności) oraz platforma nośna LMC. Prom dostarczył też demonstrator technologii tankowania satelitów w przestrzeni kosmicznej (ang. Robotic Refueling Mission – RRM), a także umieścił na orbicie pikosatelitę Picosatellite Solar Cell Testbed 2 (PSSC-2).
W drodze powrotnej wahadłowiec zwiózł m.in. uszkodzony moduł pompy amoniaku, która została zdemontowana z systemu chłodzenia ISS w sierpniu 2010 roku.

## Historia
Początkowo misja STS-135 (STS-335) miała być misją LON dla lotu STS-134. 14 września 2010 roku NASA wyznaczyła załogę dla ewentualnej misji. 16 listopada 2010 roku lot STS-135 został nieoficjalnie zatwierdzony przez administrację NASA. 20 stycznia 2011 roku misja została oficjalnie dodana do manifestu lotów.

## Przygotowania

### Zbiornik ET
Zbiornik zewnętrzny ET-138 został wyprodukowany w Michoud Assembly Facility (MAF) w Nowym Orleanie w 2009 roku. Na Przylądek Canaveral dotarł on na barce Pegasus. 14 lipca 2010 roku zbiornik przewieziono z barki do budynku Vehicle Assembly Building (VAB).

### Prom
Na początku grudnia 2010 roku, prom został przetransportowany do Orbiter Processing Facility 1, gdzie wymieniono mu silniki główne i przygotowano ładownię. 17 maja 2011 roku prom został przewieziony do budynku VAB, a 1 czerwca 2011 roku został przetransportowany na stanowisko startowe LC-39A.

### Ładunek
17 czerwca 2011 moduł MPLM Raffaello został przewieziony na wyrzutnię LC-39A, a 21 czerwca został umieszczony w ładowni promu.

## Przebieg misji

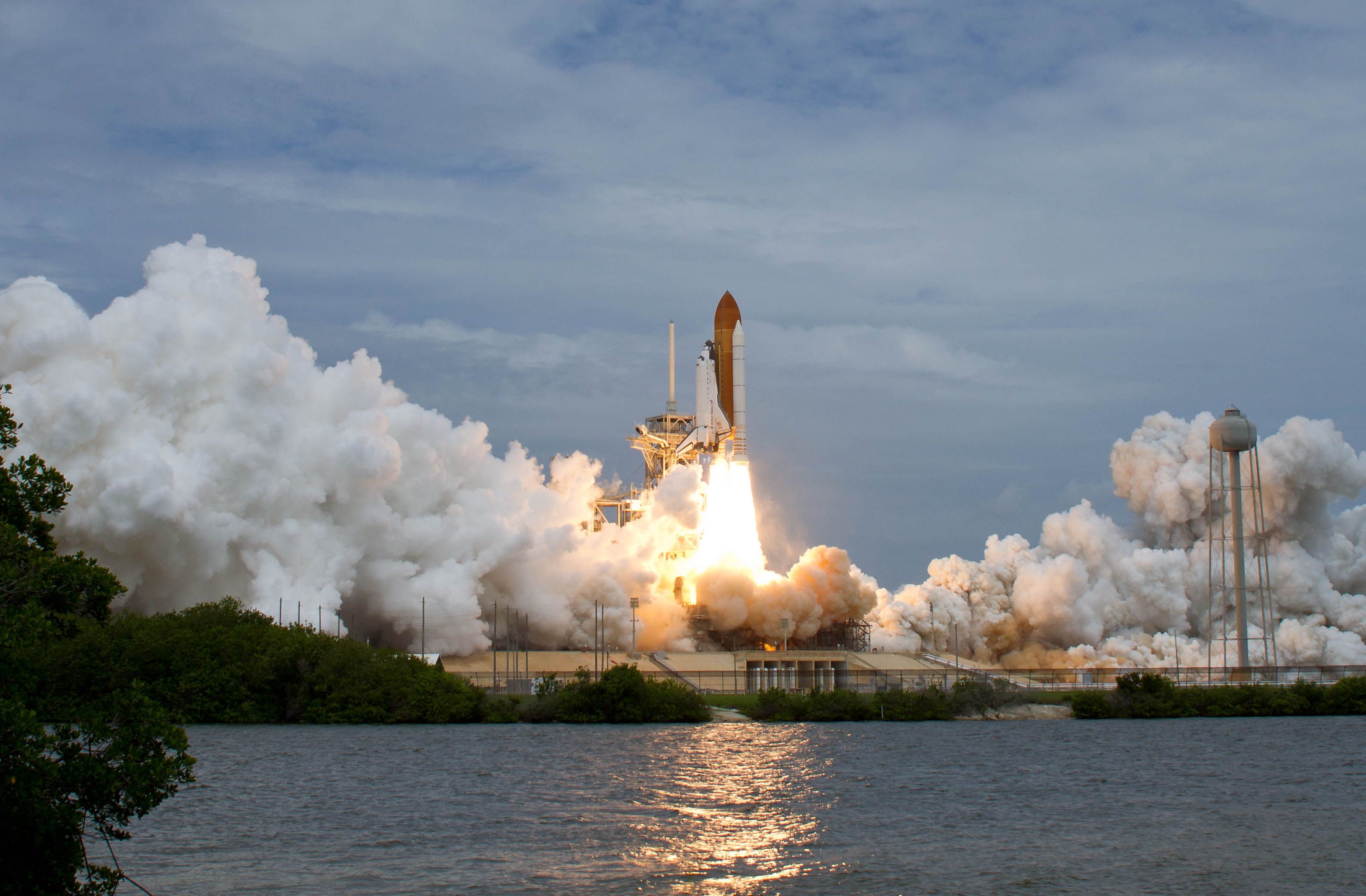
Start promu Atlantis w misji STS-135

- 2011-07-08 15:29:04 UTC – start promu z kompleksu startowego 39 w KSC. Start planowany był na 15:26:46 UTC, jednak na 31 sekund przed startem odliczanie zostało wstrzymane ze względu na awarię czujnika położenia ramienia kaptura odprowadzającego gazowy tlen ze zbiornika ET. Po wizualnym potwierdzeniu prawidłowej pozycji ramienia, odliczanie zostało wznowione.
- 2011-07-10 15:07 UTC – połączenie promu z Międzynarodową Stacją Kosmiczną.
- 2011-07-11 10:46 UTC – moduł MPLM Raffaello został dołączony do ISS.
- 2011-07-18 11:54 UTC – moduł MPLM, po odłączeniu od ISS, został ponownie umieszczony w ładowni promu.
- 2011-07-19 06:28 UTC – wahadłowiec Atlantis odłączył się od ISS.
- 2011-07-20 07:49 UTC – z ładowni wypuszczono pikosatelitę PSSC-2.
- 2011-07-21 09:57:00 UTC – prom Atlantis wylądował na pasie 15 w KSC. O 09:57:54 UTC prom zatrzymał się na pasie startowym, kończąc ostatnią misję programu STS.

## Parametry misji
- Masa:
  - startowa łącznie: 2 050 756 kg
  - startowa orbitera: 120 700 kg
  - lądującego orbitera: 102 682 kg
  - ładunku: 12 890 kg
- Inklinacja: 51,6°
- Okres orbitalny: 92,1 min.